# NGC 241
NGC 241 (другие обозначения — NGC 242, ESO 29-SC6) — рассеянное скопление в созвездии Тукан.
Этот объект занесён в новый общий каталог несколько раз, с обозначениями NGC 241, NGC 242.
Этот объект входит в число перечисленных в оригинальной редакции «Нового общего каталога».